# August-Bebel-Platz (Weimar)

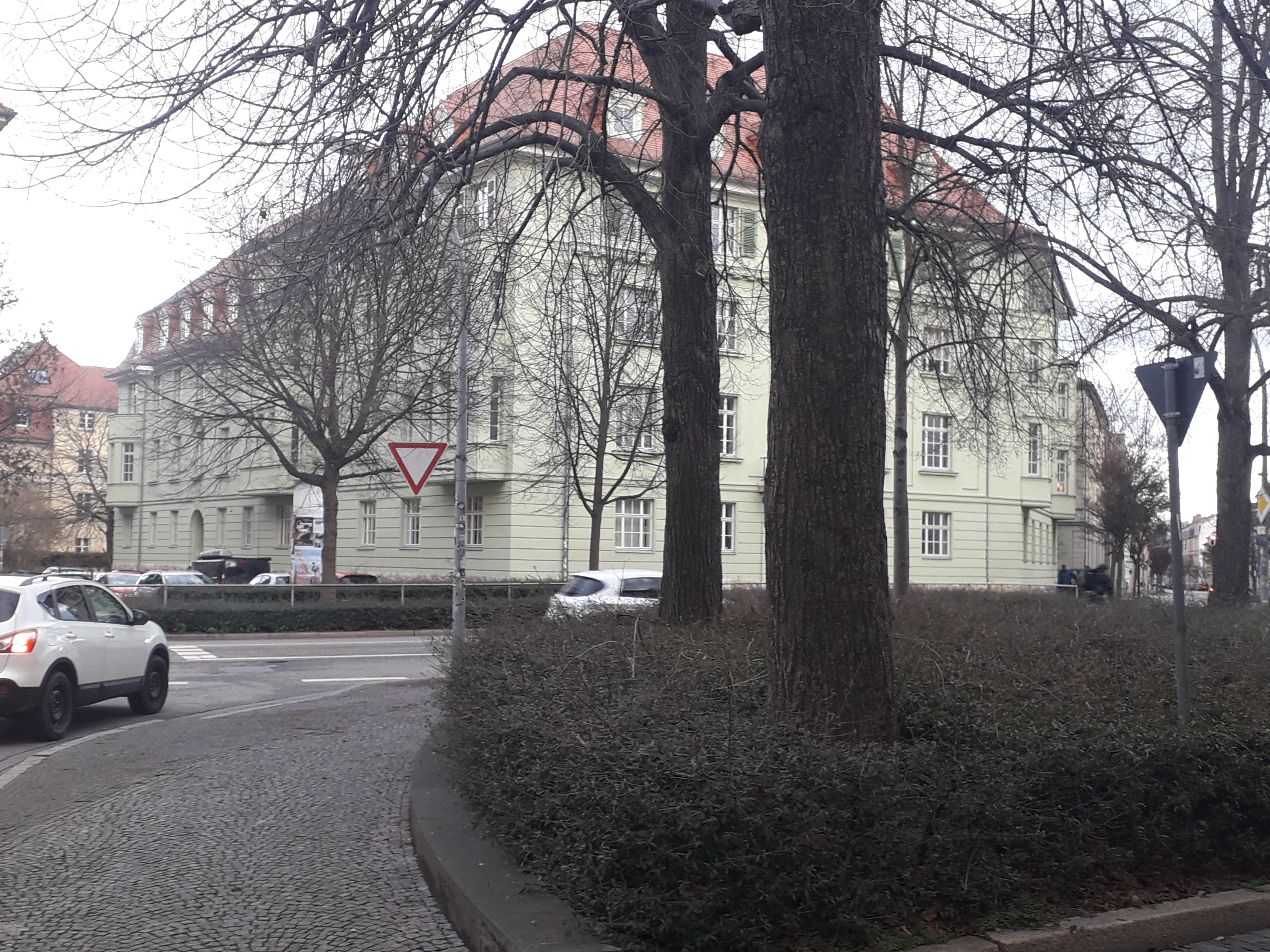
August-Bebel-Platz 4 Weimar

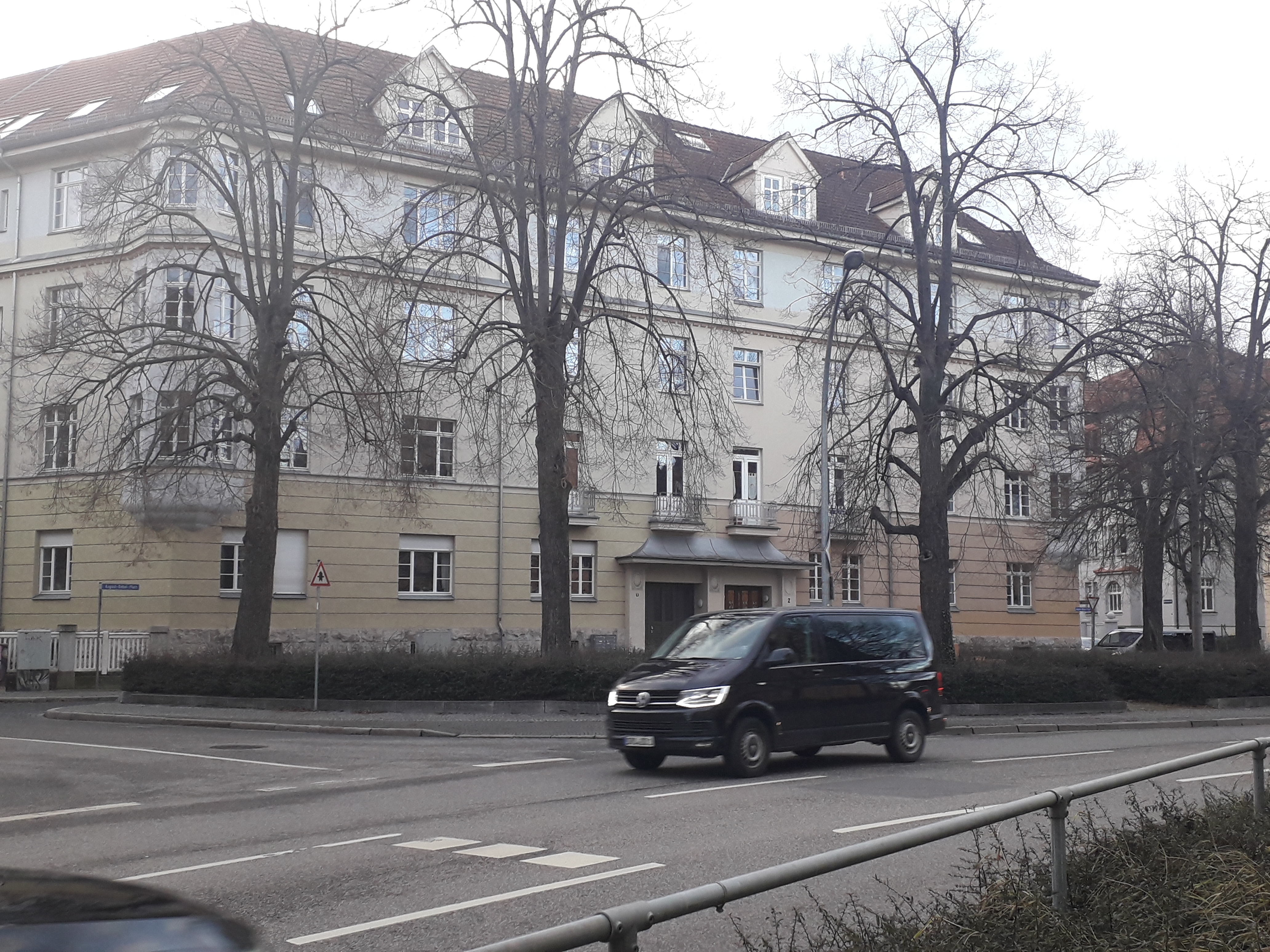
August-Bebel-Platz 2/3 Weimar

In Weimar befindet sich im Bereich der südwestlichen Stadterweiterung der August-Bebel-Platz, benannt nach August Bebel in der Westvorstadt. Über ihn verlaufen die Trierer Straße, die Schubertstraße und die William-Shakespeare-Straße. Er hieß vor seiner Umbenennung am 4. Mai 1945 ab dem 5. September 1909 Bismarckplatz.
An diesem Platz befand sich der Kolonialbrunnen, der von dem Weimarer Bildhauer Josef Heise geschaffen wurde. Das Gesamtarrangement entwarf der Weimarer Stadtbaurat August Lehrmann. 
Der gesamte August-Bebel-Platz steht auf der Liste der Kulturdenkmale in Weimar (Sachgesamtheiten und Ensembles). Die Wohnhäuser 2/3 und 4 stehen zudem auf der Liste der Kulturdenkmale in Weimar (Einzeldenkmale).